# Cleanup hitter
A cleanup hitter (szó szerint „feltakarító ütő[játékos]”) angol kifejezés, melyet a baseballban az ütősorrend negyedik játékosára használnak. Ezen játékosok rendszerint a csapat legnagyobb ütőerejével rendelkező játékosai, akiknek elsősorban az a feladatuk, hogy a bázisfutókat befuttassák, ezzel „feltakarítva” a bázisokat.

## Teória
A cleanup hitter használata mögötti teória szerint legalább egy előtte ütő játékosnak valamilyen módon –rendszerint séta vagy bázistalálat képében– bázisra kell jutnia. Az ütősorrend elején található játékosoknak rendszerint különböző vonásokkal rendelkeznek, így a lead-off hitter hagyományosan gyors, van ütőfegyelme és magas a bázisrajutási átlaga. A második ütőjátékos rendszerint kontaktütő, azaz következetesen el tudja találni és játékba tudja hozni a labdát, hogy a bázisfutó pontszerző pozícióba tudjon kerülni. Előfordulhat, hogy az első két ütőjátékos a nagy futási sebességére hagyatkozva bázisra pöcizi magát. A harmadik ütő rendszerint a csapat legkiegyensúlyozottabb ütője, akinek általában a legmagasabb az ütőátlaga és egyben neki is feladata a futások beütése, habár az elsődleges feladata bázistalálat beütése, hogy a cleanup hitter még ugyanabban a fél-játékrészben üthessen. Amikor a cleanup hitter áll az ütődobozban, és ha a társai pontszerző pozícióba jutottak, akkor már egy bázistalálattal is befuttathatja őket, de a nagy ütőerejének hála hazafutást vagy extrabázistalálatot is üthet. A harmadik és a negyedik ütő gyakran akár szerepet is cserélhetne, hiszen a hármasnak is megvan az adottsága a futások beütéséhez. Az ütősorrend ötödik tagjára a futások beütésének másodlagos feladata is ráhárul, ha a cleanup hitter nem végezte el a feladatát, ezzel annak afféle tartalékosa lehet. A négyes és az ötös ütők gyakran hasonló képességekkel rendelkeznek, így egymás között is versenghetnek a cleanup hitter pozíció betöltésére. Utánuk az ütők rendszerint képességeik szerint csökkenő sorrendben következnek, így a kilences általában a csapat leggyengébb ütőjátékosa.

## Tendenciák
Minden ütőjátékosnak vannak visszatérő tendenciái, ezek határozzák meg a helyüket az ütősorrendben. A cleanup hitter a statisztikáiban trendál, ezekkel határozzák meg azt, hogy egyáltalán ki lehet négyes. A cleanup hitter rendszerint sok hazafutást és több-bázisos találatot üt, alacsonyabb a bázisrajutási átlaga, de nagy a súlyozott ütőátlaga, illetve gyakran a csapat legtöbb strikeoutot jegyző játékosa is. Mivel a cleanup hitter inkább erőütő és nem kontaktütő, ezért sokszor ejtik ki, ami megmagyarázza az alacsonyabb bázisrajutási átlagot. A cleanup hitterek gyakran a hazafutás-versenyeken is részt vesznek, mivel ők szokták beütni a legtöbbet. Ugyan a hazafutás-verseny csak egy rajongóknak szóló rendezvény, azonban ezen a mérkőzéseken való teljesítménykényszer nélkül mutathatják meg az ütőerejüket. Olyan játékosok is vannak, akik szembe mennek vagy nem illenek be ezekbe a trendekbe, mivel vagy nincs meg neki valamilyen képessége vagy kiegyensúlyozottabb játékos, akire nem lehet csak a cleanup hitter pozícióját ráhúzni.

## Kijelölt ütők
Az észak-amerikai Major League Baseball két ligára, az amerikaira és a nemzeti ligára van felosztva. A kettő közötti egyik kulcsfontosságú eltérés az, hogy az amerikai ligában alkalmazzák a kijelölt ütőket. A kijelölt ütő olyan ütőjátékos, aki a dobó helyett üt és nem vesz részt a védőjátékban. Ezzel szemben a nemzeti ligában a dobóknak is ütniük kell, kivéve ha egy másik játékossal fel nem váltják. Ebben az esetben a dobó elhagyja a játékot és a csapat következő védekezési fél-játékrészben le kell hogy váltsák. A kijelölt ütő fontos szerepet tölt be, hiszen általában a csapat egyik legjobb ütőjátékosa. A kijelölt ütő rendszerint a csapat harmadik, negyedik vagy ötödik ütője. Az olyan ligaközi játékok során, melyeken a nemzeti ligába tartozó csapat játszik a hazai pályáján, akkor a kijelölt ütő szabálya nincs érvényben, így az amerikai ligás dobójátékosnak is ütnie kell.

## Fordítás
- Ez a szócikk részben vagy egészben  a   Cleanup hitter című angol Wikipédia-szócikk ezen változatának fordításán alapul.  Az eredeti cikk szerkesztőit annak laptörténete sorolja fel. Ez a jelzés csupán a megfogalmazás eredetét és a szerzői jogokat jelzi, nem szolgál a cikkben szereplő információk forrásmegjelöléseként.